# Демидовка (Одесская область)
Демидовка (укр. Демидівка) — село, относится к Любашёвскому району Одесской области Украины.
Население по переписи 2001 года составляло 484 человека. Почтовый индекс — 66541. Телефонный код — 4864. Занимает площадь 1,912 км². Код КОАТУУ — 5123383402.

## Местный совет
66540, Одесская обл., Любашёвский р-н, с. Новосёловка